# 캥거루 루트

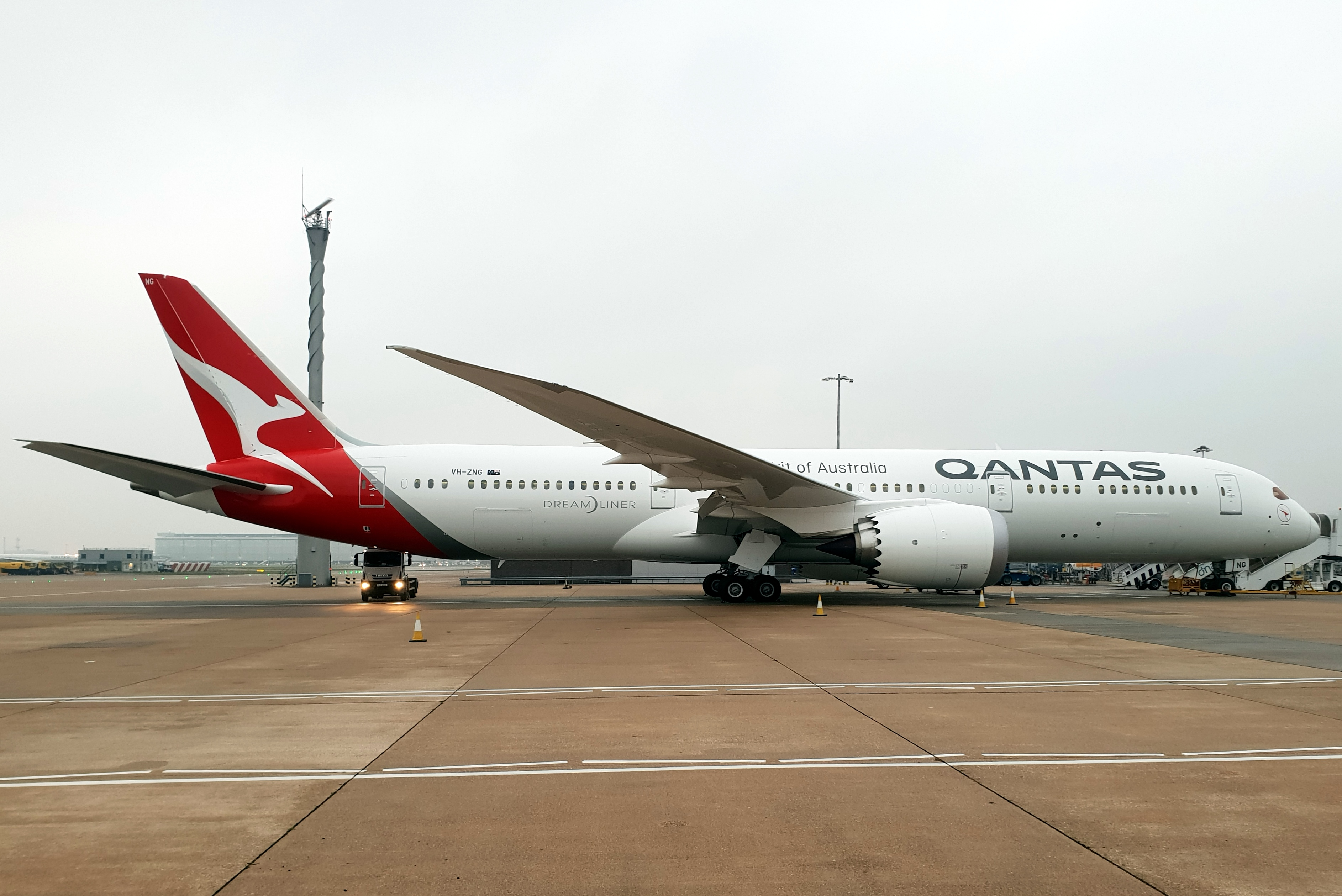
콴타스 항공의 보잉 787-9

캥거루 루트(영어: Kangaroo Route)는 유럽과 오스트레일리아 및 뉴질랜드를 남반구를 통해 연결하는 항공 노선의 명칭으로 현재 항공기의 항속거리 문제로 인해 일반적으로 연료를 넣거나 환승이 필요하다. 환승 장소로 주로 동남아시아의 공항이 사용되는 경우가 많지만 중동과 남아프리카 공화국을 통해 여행도 가능하다. 북아메리카와 남아메리카를 경유하는 경우 서던 크로스 루트(영어: Southern Cross Route)라고 부른다. 캥거루 루트(영어: Kangaroo Route)의 명칭의 유래는 오스트레일리아를 대표하는 동물인 점, 캥거루처럼 차례대로 비행하는 점이 있다.

## 개요
오스트레일리아와 뉴질랜드의 두 지역은 거의 지구의 바로 안쪽(런던 ~ 시드니의 경우는 약 17,000km)에 위치하고 있기 때문에 가장 멀고 시간이 많이 걸린다. 오스트레일리아와 뉴질랜드의 공통점은 유럽계 이민자가 많기 때문에 이 구간의 항공 수요가 매우 많고 거리가 가장 길수록 높은 운임 설정이 가능하다. 이 때문에 거의 오랫동안 치열한 경쟁이 펼쳐지고 있다. 현재는 환승 공항으로 사용과 편리 등의 이유로 싱가포르 창이 국제공항을 이용하고 있다. 실제로 이 공항을 허브 공항으로 하는 싱가포르 항공, 영국항공, 에미레이트 항공이 싱가포르 창이 국제공항을 경유하는 항로를 제공하고 있다. 최근에 홍콩 첵랍콕 국제공항을 경유하는 항공사도 나오기 시작하고 있지만 그 밖에 수완나품 국제공항, 쿠알라룸푸르 국제공항, 두바이 국제공항을 경유하는 루트도 존재한다.

## 역사
1935년 당시 영국의 국영 항공사인 제국항공과 오스트레일리아의 국영 항공사인 콴타스 항공이 오스트레일리아간 편리하게 이동하기 위해 싱가포르에서 상대편 연결 서비스 실시와 동시에 노선이 신설되었다. 당시 브리즈번이 오스트레일리아의 중간에 경유를 했다. 이후 승객이 꾸준히 늘면서 1945년에 인도양 횡단 노선으로 변경이 되었으나 기체가 인도양 상공에서 실종된
사건 이후 다시 중간 기착지를 싱가포르로 환원이 되었다.
1947년 12월 1일, 콴타스 항공이 록히드 콘스텔레이션 기종으로 29명의 승객과 11명의 승무원을 시드니 ~ 런던간 처음으로 취항하기 시작했다. 당시 중간 경유지는 다윈, 싱가포르, 콜카타, 카라치, 카이로, 트리폴리를 거쳐 런던으로 가는 국제선 노선으로 당시 왕복 요금이 585 파운드로 근로자의 평균 연봉의 2.5배에 해당했으며, 4일이라는 시간이 걸렸다. 1958년에 서던 크로스 루트(영어: Southern Cross Route)란 이름으로 태평양을 횡단해 미국을 거쳐 런던으로 가는 노선이 신설되면서 캥거루 루트와 서던 크로스 루트가 합치면서 세계 일주 노선이 완성하게 되었다. 1959년에 보잉 707를 도입을 하면서 캥거루 루트에 취항하기 시작했다. 1965년에 V 제트(영어: V-Jet)란 서비스의 이름으로 시드니 ~ 쿠알라룸푸르 ~ 런던으로 향하는 노선을 운항하게 되었다.
1966년에 피에스타 루트(영어: Fiesta Route)란 세번째 런던행 장거리 노선이 신설로 태평양, 멕시코, 카리브해를 거쳐 런던으로 가는 노선으로 이후에 서던 크로스 루트와 피에스타 루트는 수익성이 문제로 사실상 운항이 중지 되었다. 1971년 보잉 747-200B 기종을 도입을 하면서 오스트레일리아에서 영국간 운항 시간이 단축되었고 그와 동시에 중간 기착지의 수도 줄이게 되었다.
1970년대 후반에 중간 기착지는 주로 싱가포르와 바레인을 경유했다. 1989년에 콴타스 항공이 점보 제트기인 보잉 747-400 기종을 도입하면서 시드니에서 런던간 무착륙 비행으로 약 20시간 운항하게 되었다. 2009년 1월에 콴타스 항공이 에어버스 A380-800 기종을 도입했다. 한편 유사 구간인 멜버른 ~ 런던 구간도 이 기종을 투입해 운항했다.
2012년에 콴타스 항공은 영국항공와 제휴를 종료하고 아랍에미리트의 항공사인 에미레이트 항공과 제휴를 맺었다. 2013년에 콴타스 항공(영어: Qantas Airways)의 시드니, 멜버른 ~ 런던 노선이 중간 경유지가 싱가포르에서 두바이로 변경이 되었지만 같은 루트로 운항하고 있는 영국항공(영어: British Airways)의 경우 지금도 싱가포르를 경유해 운항하고 있다. 이와는 별도로 시드니 ~ 싱가포르 ~ 프랑크푸르트를 오가는 국제선 노선도 운항했으나, 2013년 4월 5일에 단항되면서 현재는 오스트레일리아에서 유럽을 잇는 노선은 런던 노선이 유일하다.
한편 영국의 저가 항공사인 버진 애틀랜틱(영어: Virgin Atlantic Airways)도 시드니를 출발해 홍콩 경유 런던행 노선을 운항했으나, 연료비 폭등과 낮은 수익성을 이기지 못하고 2014년 5월 5일에 시드니 ~ 홍콩 구간이 단축되면서 사실상 단항되었다.
2018년 3월 25일에 콴타스 항공이 런던 - 멜버른 노선의 중간 기착지를 두바이에서 퍼스로 바꿨다. 이에 따라 오스트레일리아 - 영국 간 무기착 노선이 생겼으며, 투입하는 기체는 B787-9다.

## 운항 노선
- 2015년 6월 기준으로 캥거루 루트를 운항하는 항공사는 다음과 같다.

### 시드니기점
| 항공사      | 오세아니아 취항지 | 중간 경유지 | 유럽 목적지  | 비행 편수 |
| ----------- | ----------------- | ----------- | ------------ | --------- |
| 콴타스 항공 | 시드니            | 싱가포르    | 런던(히드로) | QF 1      |
| 영국항공    | 시드니            | 싱가포르    | 런던(히드로) | BA 16     |

### 멜버른기점
| 항공사      | 오세아니아 취항지 | 중간 경유지 | 유럽 목적지  | 비행 편수 |
| ----------- | ----------------- | ----------- | ------------ | --------- |
| 콴타스 항공 | 멜버른            | 퍼스        | 런던(히드로) | QF 9      |

## 같이 보기
- 서던 크로스 루트